# 제3당
제3당은 서로 정책을 겨루는 두 개의 대형 정당이 아닌 정당을 말한다. 제3세력이라고도 한다.

## 개요
좌익과 우익, 급진과 보수가 대립하는 가운데 중간적인 입장을 취하는 정치세력으로, 1947년 10월 프랑스의 레옹 프롬이 조각할 때 새 내각은 공산당과 국민연합을 제외한 중간세력인 제3세력에 기초를 둔다고 언명한데서 유래한다. 그 후 일반화해서 국제적으로는 자본주의체제와 사회주의체제의 분열이 국제긴장의 원인이라고 하여 그 어느 편도 아닌 지위를 차지하고 있는 인도 등을 제3세력이라고 말한다.

## 나라별 현황

### 미국
극도의 양당제 국가인 미국에서 당원수가 7만 5천명 이상 되는 제3당은 자유당과 녹색당, 헌법당 뿐이다. 이 중 선거에서 어느정도 득표를 거두는 곳은 자유당과 녹색당이 있다. 한편 2016년 미국 대통령 선거에서는 주류 후보인 힐러리 클린턴과 도널드 트럼프에 대한 반감으로 인해 많은 유권자들이 제3당 후보인 게리 존슨(자유당), 질 스타인(녹색당)을 염두에 두고 있는 것으로 나타났다.

### 대한민국
자유민주연합, 선진통일당 등의 충청계 보수 제3당과 민주노동당, 통합진보당, 정의당 등의 진보계 제3당, 2004년 탄핵 이후 몰락한 호남 정당인 새천년민주당등이 제3당이었다. 20대 국회에서는 국민의당, 바른미래당, 민생당이 제3당으로 등장하기도 했다.

## 같이 보기
- 정당
- 양당제
- 다당제
- 제3후보
- 캐스팅보트